# Modi’in-Makkabbim-Re’ut
Modi’in-Makkabbim-Re’ut (hebr. מודיעין-מכבים-רעות; arab. موديعين-مكابيم-ريعوت, Mudi’in-Makabim-Ri’ut) – miasto położone w Dystrykcie Centralnym w Izraelu. Leży na równinie Szaron w pobliżu aglomeracji miejskiej Tel Awiwu.
Leży w górach Judzkich, w otoczeniu moszawów Szilat, Kefar Rut, Mewo Choron, Kefar Szemu’el i Gimzo, kibucu Sza’alwim, wiosek Mewo Modi’im, Lappid i Nof Ajjalon, oraz arabskich wiosek Al-Midyah, Saffa, Bajt Sira i Bajt Likja.

## Historia
Historia starożytnej osady Modi’in sięga żydowskiego powstania Machabeuszy w latach 167–160 p.n.e. Właśnie w tej miejscowości żył Juda Machabeusz (syn kapłana Matatiasza), który przeciwstawił się
rządom Seleucydów w Judei. Zapoczątkowane w Modi’in powstanie doprowadziło do pokonania wojsk Antiocha Epifanesa i utworzenia w 142 p.n.e. państwa Machabeuszy.
W 132 r. w obszarze Modi’in wybuchło powstanie Bar-Kochby skierowane przeciwko okupacji rzymskiej w Judei. Wykopaliska archeologiczne odkryły w Modi’in i okolicznych wioskach tunele, które były używane przez żydowskich powstańców do ukrywania się przed Rzymianami. Upadek powstania był jednoznaczny z zagładą żydowskiej społeczności i zniszczeniem wszystkich osad w regionie.
W okresie panowania Bizancjum istniały tutaj niewielkie społeczności chrześcijańskie, po których pozostały ruiny klasztoru i domu z pięknymi mozaikami. W późniejszym okresie znajdowała się tutaj niewielka wioska z wieżą strażniczą krzyżowców.

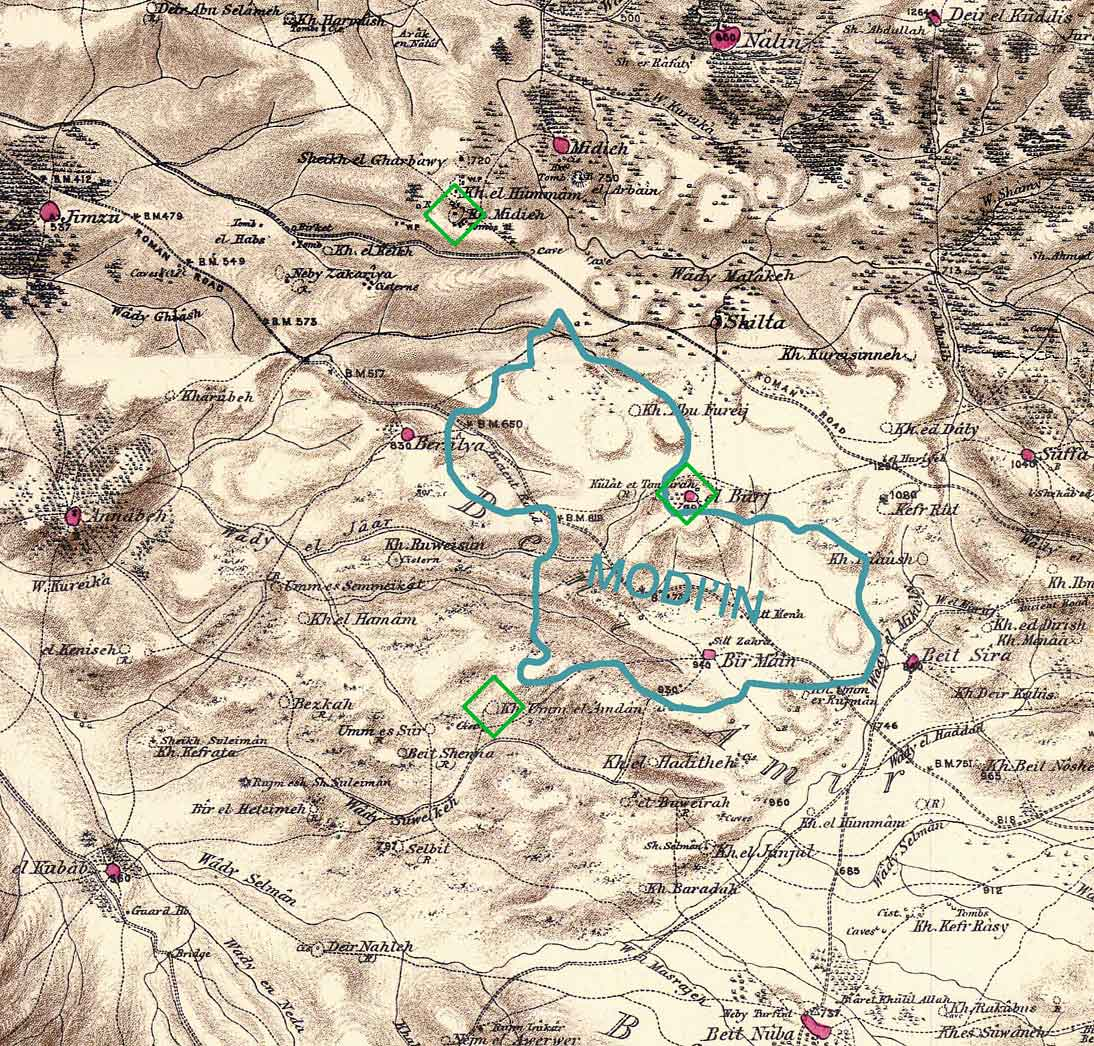
Mapa okolic Modi’in z 1880

Następnie znajdowały się tutaj arabskie wioski Al-Buraj, Bir Main i Beralya. Podczas wojny o niepodległość w 1948 izraelska armia przejęła kontrolę nad tymi ziemiami, całkowicie niszcząc tutejsze arabskie wioski i deportując ich mieszkańców. Po wojnie niewielu z nich wróciło do swoich domów.
W 1985 r. założono osadę Makkabbim, a w 1987 grupa izraelskich rezerwistów założyła osadę Re’ut. Natomiast współczesne miasto Modi’in zostało założone w 1993 w miejscu starożytnej lokalizacji dawnego Modi’in, opisanego w Talmudzie. Plan urbanistyczne zakładają utworzenie tutaj dużego ośrodka miejskiego, które obecnie zajmuje dopiero 50% swojej docelowej wielkości. Ma tu mieszkać około 250 000 mieszkańców, jednak zatwierdzone do tej pory plany rozbudowy mówią jedynie o 120 000 mieszkańców. Projekt miasta stworzył słynny architekt Moshe Safdie.
W grudniu 2003 nastąpiło połączenie pobliskich osiedli w jedno miasto, które otrzymało nazwę Modi’in-Makkabbim-Re’ut. Wcześniej było to miasto Modi’in.

## Demografia
Zgodnie z danymi Izraelskiego Centrum Danych Statystycznych w 2008 roku w mieście żyło 68,6 tys. mieszkańców, wszyscy Żydzi.
Populacja miasta pod względem wieku:
| Wiek (w latach) | Procent populacji w % |
| --------------- | --------------------- |
| 0-4             | 14,1%                 |
| 5-9             | 12,8%                 |
| 10-14           | 9,4%                  |
| 15-19           | 7,4%                  |
| 20-29           | 10,1%                 |
| 30-44           | 28,2%                 |
| 45-59           | 13,4%                 |
| ponad 60        | 4,6%                  |

Źródło danych: Central Bureau of Statistics.
Miasto jest zdecentralizowane. Jest podzielone na trzy główne dzielnice Modi’in, Makkabbim i Re’ut, które posiadają własne osiedla mieszkaniowe, główne bulwary i centra handlowe.

## Transport
Wzdłuż wschodniej granicy miasta przebiega droga ekspresowa nr 3  (Aszkelon – Modi’in-Makkabbim-Re’ut). Wzdłuż północnej granicy miasta przebiega droga nr , którą jadąc na północny zachód można dojechać do wioski Mewo Modi’im, natomiast jadąc na wschód wjeżdża się na terytorium Autonomii Palestyńskiej do wioski Bet Choron. Droga nr 446  prowadzi na północ do moszawów Shilat, Kefar Rut i wioski Lapid. W kierunku południowo-zachodnim odchodzi droga nr 431 , którą można dojechać do autostrady nr 1  (Tel Awiw–Jerozolima). Lokalną drogą można dojechać do położonych na południu kibucu Sza’alwim i wioski Nof Ajjalon.
W mieście znajdują się dwie stacje kolejowe: Modi’in Merkaz i Paatei Modi’in. Od września 2007 pociągi z Modi’in-Makbim-Re’ut dojeżdżają do Naharijji, Hajfy i Tel Awiwu. Istnieje bezpośrednie połączenie kolejowe Rakewet Jisra’el z międzynarodowym lotniskiem im. Ben Guriona. Trwa planowanie i budowa linii szybkiej kolei, która połączy Modi’in z Tel Awiwem i Jerozolimą. Otwarcie nowej linii jest planowane na 2016 rok.

## Oświata

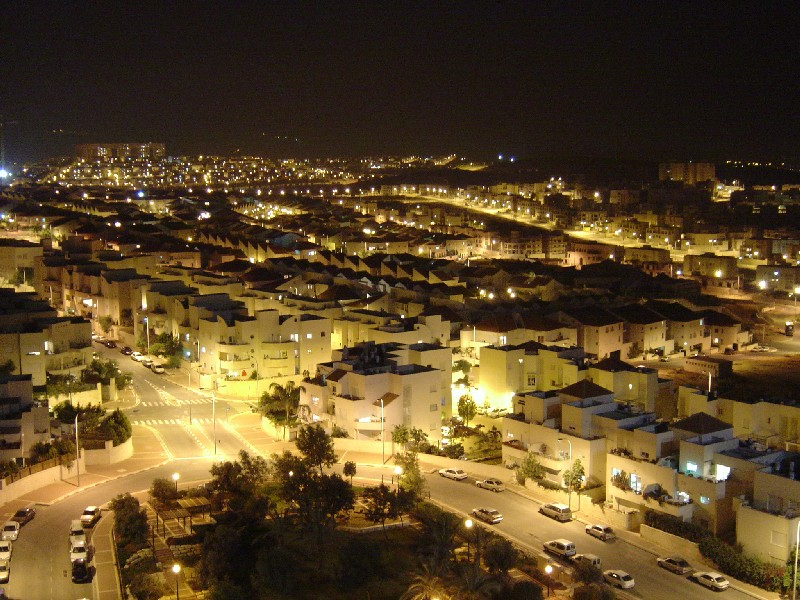
Widok na Modi’in-Makkabbim-Re’ut w nocy

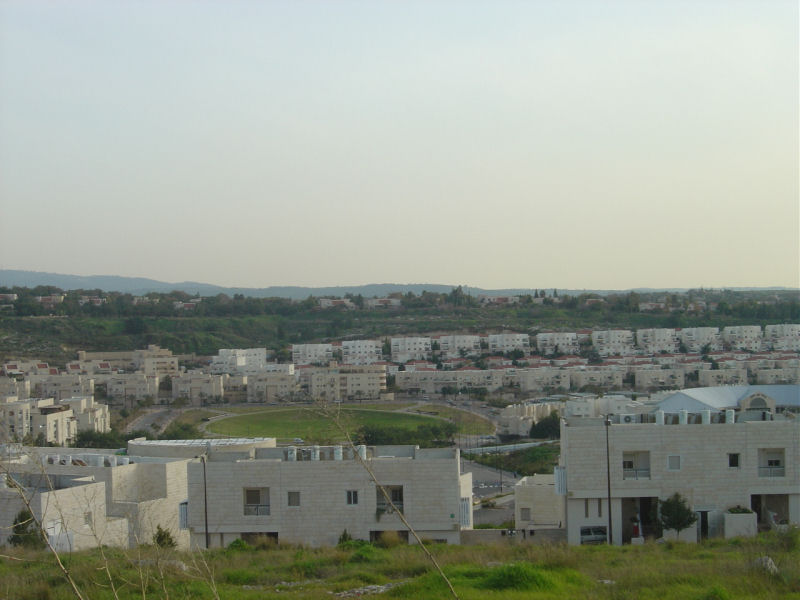
Widok na Modi’in-Makkabbim-Re’ut

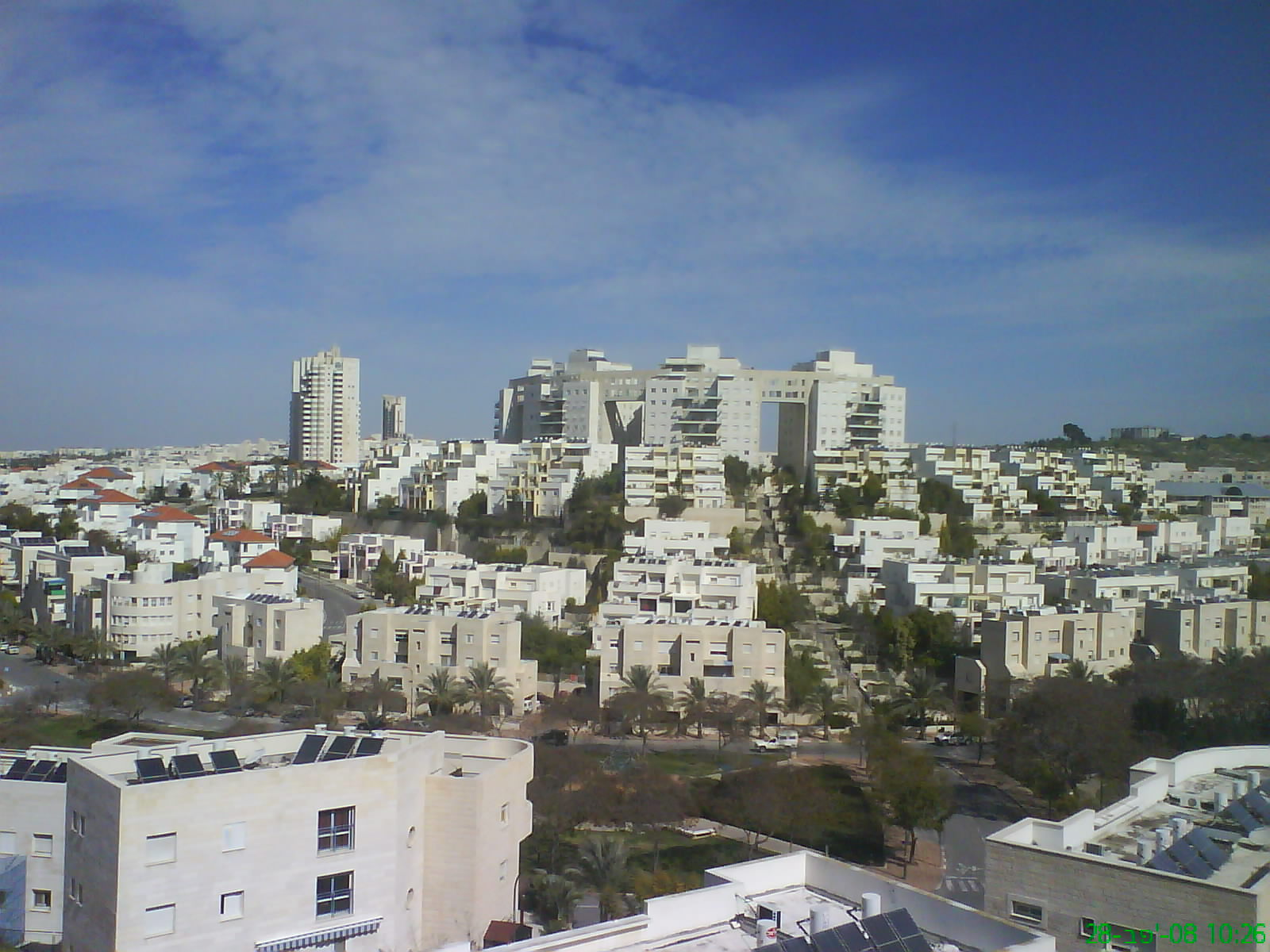
Widok na Modi’in-Makkabbim-Re’ut

W mieście znajduje się 8 szkół podstawowych i 3 szkoły średnie, do których uczęszcza 5,3 tys. uczniów. Wśród szkół są: Szkoła Ma’oz ha-Makkabbim, Szkoła Ofek, Szkoła Jahad-Modi’in, Wyższa Szkoła Makkabbim-Re’ut, Szkoła Amit, Szkołą Rabin Ironi, Szkoła ha-Jowel, Szkoła Ironi, Szkoła Re’im, Szkoła ha-Demokrati, Szkoła Asif, Szkoła Ramon Ironi. Ze szkół religijnych są tutaj: Szkołą REligijna Netiw Zwulun, Wyższa Szkoła Jesziwa, Szkołą Religijna Masu’ot Neria i Szkołą Religijna Nicanim.

## Sport
W Modi’in znajduje się drużyna baseballu Modi’in Miracle, prowadząca rozgrywki w Izraelskiej Lidze Baseballa.
W dzielnicy Makkabbim wybudowano duże Centrum Sportowe Makkabbim, w którym znajduje się szkoła sportowa, liczne sale treningowe, stadion sportowy, korty tenisowe oraz basen pływacki.

## Turystyka
Największą tutejszą atrakcją turystyczną jest Rezerwat Przyrody Biblijnej Izraela – Neot Kedumim (ang. The Biblical Landscape Reserve in Israel – Neot Kedumim), w którym zgromadzono rośliny, drzewa, faunę i florę biblijną. Podczas ważnych żydowskich świąt wielu Izraelczyków odwiedza teren parku, w którym przygotowuje się na tę okazję liczne imprezy okolicznościowe. Jest to także popularne miejsce do organizowania ślubów i innych rodzinnych uroczystości.
W obszarze Modi’in Żydowski Fundusz Narodowy zrealizował olbrzymi projekt i zasadził wielki obszar lasu Ben Szemen. Urządzono tutaj liczne tereny piknikowe i poprowadzone wiele szlaków turystycznych. W leśnym amfiteatrze są organizowane koncerty muzyczne i przedstawienia teatralne. Las Ben Szemen posiada także niezwykłą tajlandzką pagodę, która była prezentem od króla Tajlandii z okazji 50-lecia państwa Izraela.
Przy pobliskim moszawie Shilat odkryto grobowce, które są tradycyjnie uznawane jako miejsce pochowania członków rodu Machabeuszy. Co roku wielu Żydów spotyka się tutaj, by obchodzić święto Chanuka.
Rejon Madi’in jest także popularnym miejscem obserwowania ptaków przez ornitologów.

## Miasta partnerskie
- Hagen, Niemcy
- Rochester USA